# Lijst van voetbalinterlands Algerije - Oeganda (vrouwen)
Deze lijst van voetbalinterlands is een overzicht van alle officiële voetbalinterlands tussen de nationale vrouwenteams van Algerije en Oeganda. De landen hebben tot nu toe vier keer tegen elkaar gespeeld. 

## Wedstrijden
| № | Plaats | Datum             | Competitie                                | Wedstrijd          | Uitslag |
| - | ------ | ----------------- | ----------------------------------------- | ------------------ | ------- |
| 1 | Njeru  | 20 september 2023 | Afrikaans kampioenschap 2024 kwalificatie | Oeganda − Algerije | 1 − 2   |
| 2 | Oran   | 26 september 2023 | Afrikaans kampioenschap 2024 kwalificatie | Algerije − Oeganda | 1 − 1   |
| 3 | Blida  | 27 november 2024  | Vriendschappelijk                         | Algerije − Oeganda | 2 − 1   |
| 4 | Blida  | 30 november 2024  | Vriendschappelijk                         | Algerije − Oeganda | 1 − 0   |

## Samenvatting
| Competitie                           | Totaal gespeeld | Winst Algerije | Gelijk | Winst Oeganda | Doelsaldo Algerije – Oeganda |
| ------------------------------------ | --------------- | -------------- | ------ | ------------- | ---------------------------- |
| Afrikaans kampioenschap kwalificatie | 2               | 1              | 1      | 0             | 3 − 2                        |
| Vriendschappelijk                    | 2               | 2              | 0      | 0             | 3 − 1                        |
| Totaal                               | 4               | 3              | 1      | 0             | 6 − 3                        |